# Bohumil Janoušek
Bohumil Janoušek (ur. 7 września 1937 w Pradze) – czeski wioślarz reprezentujący Czechosłowację, dwukrotny medalista olimpijski.

## Kariera
Wystąpił na igrzyskach olimpijskich w Rzymie w 1960, gdzie osada Czechosłowacji w składzie: Bohumil Janoušek, Jan Jindra, Jiří Lundák, Stanislav Lusk, Václav Pavkovič, Luděk Pojezný, Jan Švéda, Josef Věntus i Miroslav Koníček (sternik) zdobyła brązowy medal w ósemkach. W wyścigu finałowym uplasowali się 7,66 sekundy za Wspólną Reprezentacją Niemiec i o 3,32 sekundy za osadą Kanady. Na rozgrywanych cztery lata później igrzyskach olimpijskich w Tokio Petr Čermák, Jiří Lundák, Jan Mrvík, Július Toček, Josef Věntus, Luděk Pojezný, Bohumil Janoušek, Richard Nový i Miroslav Koníček ponownie zajęli trzecie miejsce w tej konkurencji. Tym razem w finale dopłynęli do mety 6,88 sekundy za osadą USA i 1,82 sekundy za Wspólną Reprezentacją Niemiec.
Ponadto wywalczył w ósemkach srebro na mistrzostwach Europy w Mâcon (1959) i brąz na mistrzostwach Europy w Kopenhadze (1963).

## Poza sportem
Kształcił się na Politechnice Czeskiej w Pradze oaz Uniwersytecie Karola. Po zakończeniu kariery został trenerem. W 1969 wyjechał do Wielkiej Brytanii, obejmując funkcję trenera tamtejszej reprezentacji. Janoušek podpisał kontrakt na rok, jednak do Czechosłowacji już nie wrócił. Z posady zrezygnował w 1976, rozpoczynając pracę w firmie produkującej łodzie. W 1981 założył własną firmę.